# 湖州市少年宮
湖州市少年宮（英語：Huzhou Children's Palace），隶属于共青团湖州市委，是一所为未成年人提供公共服务的市级公益性事业单位。少年宫本部位于湖州仁皇山新区科博中心，另有与市计生站合作创办在湖东新区的湖州市青少年活动中心、和市广电总台合作在梅地亚广场创办的梅地亚少年宫等。先后被评为全国先进青少年宫、浙江省一类青少年宫。

## 歷史
湖州市少年宫成立于1983年5月，原址位于湖州环城北路内侧飞英塔旁，占地1.3万平方米，建筑面积3550平方米。1987年，少年宫成立七色花少儿艺术团。1985年5月，成立湖州市少先队干部学校，为全市培训少先队骨干，2015年更名为“湖州市少先队队长学校”，2018年10月“湖州市红领巾学院”成立后，纳入红领巾学院建设体系。
2003年，湖州市少年宫搬至仁皇山新区科博中心，现称“仁皇山本部”。2010年湖州市少年宫与市计生站合作在湖东新区成立“湖州市青少年活动中心”。2012年12月，湖州市委、市政府将仁皇山景区的青少年素质拓展中心划归少年宫管理和运作。2016年，少年宫与湖州市广电总台合作，在梅地亚广场成立“梅地亚少年宫”。2022年10月，少先队湖州市少年宫工作委员会成立。

## 活动内容
湖州市少年宫开设有美术书法、音乐舞蹈、科技体育、声乐器乐、体验拓展等方面课程。此外，少年宫还拥有“永兴”七色花少儿艺术团、“梦之星”小作家文学社、“赵孟頫”少儿书画院、英语ABC俱乐部、“小爱迪生”科技社和体育社团等多个公益社团；经常开展公益性服务活动，年平均服务少年儿童五万余人次。